# Dendropsophus allenorum
Dendropsophus allenorum és una espècie de granota que viu al Perú.